# Linepithema pordescens
Linepithema pordescens é uma espécie de formiga do gênero Linepithema.